# Оранта (страхова компанія)
Національна акціонерна страхова компанія «Оранта» - одна з найстаріших та найбільших страхових компаній в Україні, яка надає широкий спектр страхових послуг як фізичним, так і юридичним особам. Компанія є правонаступницею Держстраху УРСР і має понад столітню історію надання страхових послуг.

## Історія
Компанія почала своє існування у 1921 році, коли було створено систему державного страхування в Українській РСР. Протягом радянського періоду Держстрах УРСР мав монополію на страхування в Україні, контролюючи як обов'язкове, так і добровільне страхування та відігравав важливу роль у задоволенні соціально-економічних потреб суспільства.  
Після розпаду СРСР та здобуття Україною незалежності Держстрах замінив Укрдержстрах, який був створений 25 листопада 1921 року. Який вже 7 вересня 1993 року перетворено на Відкрите акціонерне товариство Національна акціонерна страхова компанія ОРАНТА, засновником якого, з боку держави, виступив Фонд державного майна України. У 2007 році Фонд державного майна України продав останній пакет акцій, що перебував у державній власності, приватному інвесторові. Ця зміна дозволила компанії працювати як незалежний суб'єкт на ринку комерційних страхових послуг України.
Від 1994 року НАСК ОРАНТА є повним членом МТСБУ, а з 2003 року — членом Ядерного страхового пулу.
У вересні 2008 року НАСК ОРАНТА виступила одним із засновників Української федерації убезпечення (УФУ), що об’єднала 14 класичних страхових компаній з метою сприяння розвитку в Україні прозорого класичного страхування, гарантування високого рівня послуг зі страхування, інтеграції українського і європейського ринків страхування, захисту інтересів членів федерації, недопущення несумлінної діяльності її членів.
У період 2020-2023 років Українська федерація убезпечення об’єдналася з Національною асоціацією страховиків, що дозволило довести частку членів асоціації класичних страховиків до двох третин від загальної кількості страхових компаній ринку. НАСК ОРАНТА виступила одним з ініціаторів та активних учасників об’єднавчого процесу класичних страховиків.

## Структура власності
Після приватизації у 1993 році «Оранта» почала залучати інвестиції від різних акціонерів. Частка власності поділялася між трудовим колективом та приватними інвесторами, як українськими, так і міжнародними. 
За даними Нацкомісії з цінних паперів у 2020 році власниками АТ Національна акціонерна страхова компанія ОРАНТА були: компанія DCH Investment UA Ltd бізнесмена Олександра Ярославського (9,81%), ТОВ Приватна інвестиційна компанія (7,52%, Харків) і ТОВ Регіональне охоронне агентство Стаф (7,49%, Київ). У 2020 році, станом на другий квартал 2020 року акціонерами Оранти також були БТА Банк (Казахстан) — 35,17%, кіпрські компанії Visiline Limited — 9,42%, Cezavelios Holdings Ltd. — 5,62%, Chilwell Limited — 9,99% акцій.
На початку грудня 2021 року Національний банк погодив Олександру Ярославському опосередковане володіння 50,1047% голосуючих акцій (50,0035% статутного капіталу) Національної страхової компанії «Оранта». Вже наприкінці грудня 2021 року «НС-Фінанс» Олександра Ярославського збільшила свою частку в НАСК «Оранта» з понад 50% акцій до 72,24%. Розмір пакету казахстанського «БТА Банку», якому належало 20,28% акцій, скоротився до нуля. НАСК ОРАНТА увійшла до складу провідної фінансово-промислової групи України - DCH Investment Management.

## Основні напрямки діяльності
Станом на 2024 рік НАСК ОРАНТА – це системна компанія, що має найбільшу в Україні агентську і представницьку мережу (приблизно 400 відділень). Компанія має ліцензію НБУ на здійснення страхової діяльності за 16 класами страхування та понад 3000 експертів, що забезпечують послуги «повного циклу»: як роздрібне, так і корпоративне страхування. ОРАНТА стабільно посідає провідні позиції за показником страхових премій з обов’язкового страхування цивільно-правової відповідальності власників наземних транспортних засобів (ОСЦПВ). Згідно даних МТСБУ за 3-и квартали 2024 року компанія є лідером за кількістю укладених договорів Автоцивілки. За підсумками 2023 року ОРАНТА сплатила за збитками своїх клієнтів понад 362 млн грн. 
Щороку в ОРАНТІ страхується понад 2,5 мільйонів клієнтів. 
ОРАНТА постійно працює над скороченням строків врегулювання та виплат страхового відшкодування за Автоцивілкою. За даними МТСБУ, в період за січень-вересень 2024 року у термін до 60 днів врегульовувалося понад 69% страхових випадків (при визначеному у законодавстві ліміті у 90 днів).
Відповідно компанія має найвищу загальну оцінку діяльності від МТСБУ, яка складається з 5-ти показників: показник «Якість врегулювання збитків», «Рівень скарг», «Темп росту портфеля», «Частка премій з ОСЦПВВНТЗ у загальному портфелі страховика» та «Частка договорів ОСЦПВВНТЗ, укладених за зниженими тарифами». Оцінка, здійснюється Дирекцією МТСБУ щоквартально, станом на останній день звітного кварталу, після закриття звітного періоду за останній місяць відповідного кварталу, на підставі даних, внесених страховиками до ЦБД МТСБУ. Загальна оцінка - відображає показники діяльності страховика - члена МТСБУ виключно за внутрішніми договорами з обов'язкового страхування цивільно-правової відповідальності власників наземних транспортних засобів(ОСЦПВВНТЗ), та не є показником ризиковості страхової компанії в цілому.
Скорочення термінів врегулювання за Автоцивілкою та іншими видами страхування суттєво підвищило рівень задоволеності клієнтів - NPS (Індекс Споживчої Лояльності) за добровільними видами страхування, який у 2023 році складав 81%.
Крім посилення позицій у традиційних сегментах, на даному етапі НАСК ОРАНТА активно впроваджує страхові продукти і програми та розвиває сервіс з метою покращення якості обслуговування клієнтів. Компанія однією з перших на ринку запропонувала споживачам страхових послуг покриття воєнних ризиків.

## Фінансові показники
Згідно з даними Національного банку України, НАСК ОРАНТА стабільно входить до переліку найбільших страхових компаній України за обсягами активів, зібраних страхових премій, страховий виплат та резерів, що свідчить про її надійність та фінансову стійкість.
28.06.2024 агентство «IBI-Рейтинг» підтвердило рейтинг фінансової стійкості ПАТ «НАСК «ОРАНТА» за національною шкалою на рівні uaAA–ifr. Страхова компанія дотримується всіх фінансових нормативів, а саме: платоспроможності та достатності капіталу, ризиковості операцій та якості активів. Обсяг прийнятних активів (1 млрд. 428 млн. грн) перевищує нормативний показник на 148 млн. грн. Показник прийнятних активів, що відповідають критеріям ліквідності, прибутковості, якості та вимогам диверсифікації перевищує показник страхових резервів на суму понад 397 млн. грн. Відповідно до якості активів – сума перевищення нормативного показника складає понад 657 млн. грн.

## Інновації та соціальна відповідальність
У відповідь на виклики цифровізації та потреби сучасних клієнтів, компанія активно впроваджує онлайн-сервіси. Окрім електронного договору страхування Автоцивілки, через вебсайт ОРАНТИ можна розрахувати вартість полісу та придбати Зелену картку, туристичне страхування, а також оформити заявку на оформлення. Це дозволяє скоротити час на обслуговування клієнтів і зробити процес страхування доступнішим. Компанія працює над розробкою мобільного застосунку. 
У грудні 2008 року компанія підписала Глобальний договір ООН і задекларувала свою прихильність принципам соціально відповідального бізнесу. НАСК «Оранта» співпрацює з професійними українськими й міжнародними організаціями у сфері КСВ, бере участь у роботі комітетів і робочих груп Національної Асоціації Страховиків України. Серед великих проєктів, в яких брала участь ОРАНТА, можна відзначити передачу 1 млн.грн на відновлення дитячої лікарні Охматдит, що постраждала через російську агресію.

## Відзнаки та досягнення
Компанія неодноразово отримувала нагороди та регулярно входить до переліку найкращих страхових компаній за версією авторитетних рейтингів, таких як «Insurance TOP», а також здобуває високі оцінки від незалежних рейтингових агентств.
За даними Рейтингу страхових компаній України за 6 місяців 2024 р. (Insurance TOP) ОРАНТА входить до лідерів в продажах ОСЦПВ (Автоцивілка, 2 місце). Згідно рейтингу Delo та видання TOP100 посідає 2 місце у страхуванні Автоцивілки. Входить до десятки найбільших страхових компаній за показником власного капіталу, гарантійного фонду, чистих страхових премій та премій в сегменті добровільної Автоцивілки (Insurance TOP).
НАСК «Оранта» - це компанія зі столітньою історією, яка зберегла свою лідерську позицію на ринку страхування України завдяки інноваціям, надійності та високому рівню обслуговування. Вона продовжує відігравати важливу роль у забезпеченні страхового захисту населення та бізнесу, залишаючись важливим учасником економічного життя країни.